# 佐蘭·德拉季奇
佐蘭·德拉季奇（1989年6月22日—），斯洛文尼亞籃球運動員。他現在效力於BC Khimki球隊。他也代表斯洛文尼亞國家籃球隊參賽。他在場上的位置是得分後衛和小前鋒。胞兄為NBA多倫多暴龍後衛戈蘭·德拉季奇。

## 外部連結
- 佐蘭·德拉季奇在fiba.basketball（英语）
- 佐蘭·德拉季奇在archive.fiba.com（存檔）（英语）
- 佐蘭·德拉季奇在NBA官網（英语）
- 佐蘭·德拉季奇在NBA G聯盟官網（英语）
- 佐蘭·德拉季奇在歐洲籃球聯賽官網（英语）
- 佐蘭·德拉季奇在西班牙篮球甲级联赛官網（球員）（西班牙语）
- 佐蘭·德拉季奇在TBLStat.net（英语）
- 佐蘭·德拉季奇在VTB聯賽官網（英语）
- 佐蘭·德拉季奇在俄羅斯籃球協會官網（俄语）
- 佐蘭·德拉季奇在意大利篮球甲级联赛官網（意大利语）
- 佐蘭·德拉季奇在德國籃球甲級聯賽官網（德语）
- 佐蘭·德拉季奇在亞得里亞海聯賽官網（英语）
- 佐蘭·德拉季奇在Basketball-Reference.com（NBA）（英语）
- 佐蘭·德拉季奇在Basketball-Reference.com（NBA G聯盟）（英语）
- 佐蘭·德拉季奇在Basketball-Reference.com（國際）（英语）
- 佐蘭·德拉季奇在ESPN（NBA）（英语）
- 佐蘭·德拉季奇在Eurobasket.com（球員）（英语）
- 佐蘭·德拉季奇在Proballers（英语）
- 佐蘭·德拉季奇在RealGM（球員）（英语）
- 佐蘭·德拉季奇在Olympics.com（英语）
- 佐蘭·德拉季奇在Olympedia（英语）